# Lerbach (Söse)
Der Lerbach ist ein etwa 8 km langer rechter Quellfluss der Söse in Niedersachsen.

## Geographie
Der Fluss entspringt einer Grundwasserquelle südlich von Buntenbock im Oberharz, durchfließt die Ortsteile Lerbach, dem er seinen Namen gab, und Freiheit und mündet in der Kernstadt von Osterode am Harz in die Söse.

## Name
Der Name des Flusses und des Ortes Lerbach entstammen einer Sage, nach der ein Ritter auf dem Weg nach Clausthal sein Pferd mit Wasser vom Fluss tränken wollte. Durch eine Dürre war dieser jedoch ausgetrocknet, woraufhin er beim Aufstieg zurück auf den Berg gesagt haben soll: „Ei du verdammter leerer Bach!“
Die tatsächliche Deutung des Namens ist unsicher. Das Bestimmungswort könnte sich vom mittelniederdeutschen Wort lēr für 'Abhang, Wange, Backe', altsächsisch lāri 'leer' oder westgermanisch *hlāri für 'Hürde, abgegrenzter Bezirk' abgeleitet sein.

## Umwelt
Entlang des Flusses gibt es zwei Fischteiche: den Hüttenteich, der als besonders geschütztes Biotop nach dem Niedersächsischen Naturschutzgesetz ausgewiesen ist, sowie an einem Nebenfluss oberhalb des Ortes Lerbach den Mühlenteich.

## Trinkwassergewinnung
Der im oberen Verlauf des Flusses liegende Osteroder Ortsteil Lerbach bezieht sein Trinkwasser zum überwiegenden Teil aus den Flussquellen. Um Verunreinigungen der Gewinnungsanlagen durch Suspension zu vermeiden, wird das Wasser jedoch nicht direkt aus dem Fluss entnommen, sondern aus seinen unmittelbaren Sickerwasserquellen. Die Harz Energie fängt im Jahresmittel etwa 100.000 Kubikmeter Wasser auf und bereitet es zu Trinkwasser auf. Durch Trockenheit einerseits und starke Niederschläge und Schmelzwasser andererseits schwankt die Trinkwasserausbeute zwischen 2 und 40 Kubikmetern pro Stunde. Die Versorgungsquote durch den Fluss für den Ortsteil Lerbach liegt zwischen 75 und 100 Prozent, wodurch er nicht nur eine historische Bedeutung für den Ort hat, sondern auch einen großen Teil zu seiner Selbstversorgung beiträgt. Zu besonders schüttungsstarken Zeiten wird das überschüssige Trinkwasser dem Ortsteil Freiheit zugeführt.